# Unterseeboot 176
Le Unterseeboot 176 (ou U-176) est un sous-marin allemand (U-Boot) de type IX.C utilisé par la Kriegsmarine pendant la Seconde Guerre mondiale.

## Historique
Mis en service le 15 décembre 1941, l'Unterseeboot 176 reçoit sa formation de base à Stettin en Poméranie (Allemagne) au sein de la 4. Unterseebootsflottille jusqu'au 31 juillet 1942, il rejoint sa flottille de combat à la base sous-marine de Lorient en France dans la 10. Unterseebootsflottille.
Il quitte le port de Kiel pour sa première patrouille le 21 juillet 1942 sous les ordres du Kapitänleutnant Reiner Dierksen. Après 74 jours en mer et un palmarès de six navires marchands coulés pour un total de 35 643 tonneaux, il rejoint la base sous-marine de Lorient qu'il atteint le 2 octobre 1942.
L'Unterseeboot 176 a effectué trois patrouilles dans lesquelles il a coulé onze navires marchands pour un total de 53 307 tonneaux au cours de ses 216 jours en mer.
Sa troisième patrouille le fait quitter le port de Lorient le 6 avril 1943 toujours sous les ordres du Kapitänleutnant Reiner Dierksen. Le 1er mai 1943, Reiner Dierksen est promu au grade de korvettenkapitän. Après quarante jours en mer et un palmarès de deux navires marchands coulés pour un total de 4 232 tonneaux, l'U-176 est coulé à son tour le 15 mai 1943 au nord-est de La Havane à Cuba par 23° 32′ N, 80° 18′ O, par des charges de profondeur tirées par le patrouilleur cubain CS-13, un navire en bois de 83 pieds, après avoir été localisé par un hydravion Vought OS2U Kingfisher de l'US Navy.

## Affectations successives
- 4. Unterseebootsflottille du 15 décembre 1941 au 31 juillet 1942 (entrainement)
- 10. Unterseebootsflottille du 1er août 1942 au 15 mai 1943 (service actif)

## Commandement
- Korvettenkapitän Reiner Dierksen du 15 décembre 1941 au 15 mai 1943

## Patrouilles
|       | Commandant             | Départ          | Départ  | Arrivée         | Arrivée | Jours     | Succès   |
| ----- | ---------------------- | --------------- | ------- | --------------- | ------- | --------- | -------- |
| 1     | Kptlt. Reiner Dierksen | 21 juillet 1942 | Kiel    | 2 octobre 1942  | Lorient | 74 jours  | 35 643   |
| 2     | Kptlt. Reiner Dierksen | 9 novembre 1942 | Lorient | 18 février 1943 | Lorient | 102 jours | 13 432   |
| 3     | Kptlt. Reiner Dierksen | 6 avril 1943    | Lorient | 15 mai 1943     | Coulé   | 40 jours  | 4 232    |
| Total | Total                  | Total           | Total   | Total           | Total   | 216 jours | 53 307 t |

Note : Kptlt. = Kapitänleutnant 

### Opérations Wolfpack
L'U-176 a opéré avec les Wolfpacks (meute de loups) durant sa carrière opérationnelle :
1. Steinbrinck (5 août 1942 - 11 août 1942).
2. Lohs (11 août 1942 - 1er septembre 1942).

## Navires coulés
L'Unterseeboot 176 a coulé onze navires marchands pour un total de 53 307 tonneaux sur un total de trois patrouilles (216 jours en mer) qu'il effectua.
| Date             | Nom             | Nationalité     | Tonnage (GRT) | Fait  |
| ---------------- | --------------- | --------------- | ------------- | ----- |
| 4 août 1942      | Richmond Castle | Grande-Bretagne | 7,798         | Coulé |
| 8 août 1942      | Kelso           | Grande-Bretagne | 3,956         | Coulé |
| 8 août 1942      | Mount Kassion   | Grèce           | 7,914         | Coulé |
| 8 août 1942      | Trehata         | Grande-Bretagne | 4,817         | Coulé |
| 9 août 1942      | Radchurch       | Grande-Bretagne | 3,701         | Coulé |
| 25 août 1942     | Empire Breeze   | Grande-Bretagne | 7,457         | Coulé |
| 27 novembre 1942 | Polydorus       | Pays-Bas        | 5,922         | Coulé |
| 13 décembre 1942 | Scania          | Suède           | 1,629         | Coulé |
| 16 décembre 1942 | Observer        | Grande-Bretagne | 5,881         | Coulé |
| 13 mai 1943      | Mambí           | Cuba            | 1,983         | Coulé |
| 13 mai 1943      | Nickeliner      | USA             | 2,249         | Coulé |